# Neofit Rilski
Neofit Rilski (bulgariska: Неофит Рилски) är ett distrikt i Bulgarien.   Det ligger i kommunen Obsjtina Vetrino och regionen Oblast Varna, i den östra delen av landet, 300 km öster om huvudstaden Sofia.
Trakten runt Neofit Rilski består till största delen av jordbruksmark. Runt Neofit Rilski är det ganska tätbefolkat, med 83 invånare per kvadratkilometer.